# Liste der Schutzgebiete im Kanton Appenzell Innerrhoden
Diese Aufstellung listet alle offiziell ausgewiesenen Schutzgebiete in Natur- und Landschaftsschutz (wie z. B. Naturschutzgebiete, Landschaftsschutzgebiete, Nationalparks etc.) im Schweizer Kanton Appenzell Innerrhoden auf (Stand 11. November 2014). Die Aufstellung folgt der Common Database on Designated Areas der Europäischen Umweltagentur (EEA).
| Schlüssel- nummer | Art                       | Gebietstyp        | Gebietsname     | CDDA- Sitecode | IUCN- Kategorie | Fläche in ha | Koordinate                      | Jahr der Ausweisung | Bild |
| ----------------- | ------------------------- | ----------------- | --------------- | -------------- | --------------- | ------------ | ------------------------------- | ------------------- | ---- |
| CH02_603          | Hochmoor/Übergangsmoor    | Naturreservat     | Vordere Wartegg | 148785         | Ia              | 0,86492      | 47° 17′ 48,1″ N, 9° 21′ 41,8″ O | 1991                |      |
| CH02_602          | Hochmoor/Übergangsmoor    | Naturreservat     | Huetten         | 148774         | Ia              | 0,10276      | 47° 18′ 51,7″ N, 9° 21′ 22,7″ O | 1991                |      |
| CH02_164          | Hochmoor/Übergangsmoor    | Naturreservat     | Helchen         | 148776         | Ia              | 1,24432      | 47° 18′ 21,8″ N, 9° 23′ 21,3″ O | 1991                |      |
| CH02_604          | Hochmoor/Übergangsmoor    | Naturreservat     | Loechli         | 148777         | Ia              | 0,44944      | 47° 18′ 17,1″ N, 9° 20′ 53,8″ O | 1991                |      |
| CH02_601          | Hochmoor/Übergangsmoor    | Naturreservat     | Nisplismoos     | 148763         | Ia              | 1,16168      | 47° 20′ 41,4″ N, 9° 28′ 22,3″ O | 1991                |      |
| CH02_163          | Hochmoor/Übergangsmoor    | Naturreservat     | Gontenmoos      | 148765         | Ia              | 2,27512      | 47° 19′ 38,2″ N, 9° 21′ 50,2″ O | 1991                |      |
| CH04_0524         | Flachmoor                 | Naturschutzgebiet | Gschwend        | 166570         | IV              | 11,99269     | 47° 18′ 34,1″ N, 9° 20′ 50,8″ O | 1996                |      |
| CH04_0522         | Flachmoor                 | Naturschutzgebiet | Vordere Wartegg | 166584         | IV              | 3,55556      | 47° 17′ 44,9″ N, 9° 21′ 38,2″ O | 1996                |      |
| CH04_0526         | Flachmoor                 | Naturschutzgebiet | Rossweid (AI)   | 166588         | IV              | 17,79787     | 47° 17′ 30,5″ N, 9° 27′ 11,3″ O | 1996                |      |
| CH04_0523         | Flachmoor                 | Naturschutzgebiet | Löchli          | 166576         | IV              | 1,53662      | 47° 18′ 12,5″ N, 9° 20′ 55″ O   | 1996                |      |
| CH04_0120         | Flachmoor                 | Naturschutzgebiet | Gontenmoos      | 166555         | IV              | 2,04332      | 47° 19′ 48,1″ N, 9° 21′ 39,9″ O | 1996                |      |
| CH04_0121         | Flachmoor                 | Naturschutzgebiet | Gontenmoos      | 347742         | IV              | 1,84979      | 47° 19′ 33,5″ N, 9° 21′ 40,2″ O | 1996                |      |
| CH04_0122         | Flachmoor                 | Naturschutzgebiet | Gontenmoos      | 347743         | IV              | 11,13759     | 47° 19′ 26,4″ N, 9° 21′ 17,3″ O | 1996                |      |
| CH04_0123         | Flachmoor                 | Naturschutzgebiet | Gontenmoos      | 347744         | IV              | 2,66908      | 47° 19′ 35,4″ N, 9° 22′ 5,9″ O  | 1996                |      |
| CH04_0124         | Flachmoor                 | Naturschutzgebiet | Hüttenberg      | 166561         | IV              | 11,93237     | 47° 19′ 18,9″ N, 9° 21′ 39,5″ O | 1996                |      |
| CH04_0125         | Flachmoor                 | Naturschutzgebiet | Hütten          | 166566         | IV              | 3,21946      | 47° 18′ 54,4″ N, 9° 21′ 30,8″ O | 1996                |      |
| CH04_0532         | Flachmoor                 | Naturschutzgebiet | Potersalp       | 347754         | IV              | 7,02486      | 47° 16′ 37″ N, 9° 20′ 8,7″ O    | 1996                |      |
| CH06_01756        | Trockenwiese/Trockenweide | Naturschutzgebiet | Halten          | 398768         | IV              | 2,07979      | 47° 18′ 34,4″ N, 9° 25′ 0,2″ O  | 2010                |      |
| CH06_01743        | Trockenwiese/Trockenweide | Naturschutzgebiet | Hoher Kasten    | 398765         | IV              | 3,93512      | 47° 16′ 59,6″ N, 9° 28′ 56″ O   | 2010                |      |
| CH06_01749        | Trockenwiese/Trockenweide | Naturschutzgebiet | Alp Sigel       | 398766         | IV              | 19,39082     | 47° 16′ 34,9″ N, 9° 26′ 30,9″ O | 2010                |      |
| CH06_01755        | Trockenwiese/Trockenweide | Naturschutzgebiet | Hüslers         | 398767         | IV              | 0,38929      | 47° 21′ 29,6″ N, 9° 22′ 12,8″ O | 2010                |      |